# La cita (film)
Pour l'œuvre de Goya, voir La cita.
 (octobre 2012).
 (mai 2025).
Motif : Absence de sources secondaires pour ce court-métrage,  Hors critères sauf preuve du contraire
- Archive Wikiwix
- Bing
- Cairn
- DuckDuckGo
- E. Universalis
- Gallica
- Google
- G. Books
- G. News
- G. Scholar
- Persée
- Qwant
- (zh) Baidu
- (ru) Yandex
- (wd) trouver des œuvres sur Wikidata

| 1. | Préciser le motif de la pose du bandeau. | Précisez le motif de la pose du bandeau en utilisant la syntaxe suivante : {{admissibilité à vérifier\|date=août 2025\|motif=remplacez ce texte par le motif}}                      |
| 2. | Informer les utilisateurs concernés.     | Pensez à avertir le créateur de l'article, par exemple, en insérant le code ci-dessous sur sa page de discussion : {{subst:avertissement admissibilité à vérifier\|La cita (film)}} |

Pour plus de détails, voir Fiche technique et Distribution.
La cita est un court métrage d'animation  réalisé par Coke Riobóo, sorti en 2011.

## Synopsis
Un jeune homme se réveille un matin et reçoit un appel de sa petite copine. Ils décident de se retrouver dans un bar. Il s’y rend et commence à attendre. Il tente de la joindre mais elle se trouve hors réseau. Il continue à l’appeler mais il ne parvient pas à la joindre. Le temps passe, il est de plus en plus vieux et finit par mourir. Vingt années passent, le réseau est rétabli et, du cimetière, on entend la jeune fille au téléphone cherchant son petit ami.

## Fiche technique
- Titre : La cita
- Réalisation :	Coke Riobóo
- Scénario :
- Photographie :
- Montage :
- Musique :
- Producteur :
- Société de production :
- Société de distribution :
- Pays de production :  Guinée équatoriale,  Espagne
- Langue :
- Format :
- Genre :
- Durée :
- Dates de sortie :